# Diplazium quadrangulatum
Diplazium quadrangulatum är en majbräkenväxtart som först beskrevs av W.M.Chu och som fick sitt nu gällande namn av Z.R.He.
Diplazium quadrangulatum ingår i släktet Diplazium och familjen Athyriaceae. Inga underarter finns listade i Catalogueof Life.